# 가짜 이강석 사건
가짜 이강석 사건은 1957년 8월 30일에 한 청년이 경주 경찰서에서 자신이 '이승만의 양아들인 이강석'이라고 사칭한 사건을 말한다.

## 개요
이강석은 이기붕의 아들로써, 1957년 3월 26일 이승만의 83세 생일에 맞추어 양자로 입적되었다.
그러던 어느날, 경주지역에 이강석을 자칭한 청년이 경주 경찰서에 나타나 '아버지의 명을 받고 경주지방 수해상황을 살피러 왔다'는 거짓말을 했었는데, 당시 경주 경찰서 서장은 군수, 시장과 더불어 '대통령 각하의 아드님께서 여기까지 와주셔서 소인 한평생의 영광입니다.'라며 극존칭을 써가며 온갖 아양과 아첨을 아끼지 않았었다.
자신이 이강석이라고 자처한 청년은 경주 경찰서장의 극진한 대접과 경호차까지 제공받아 경주를 관광하고서 영천 경찰서에서도 마찬가지 대접을 받았다. 그러나 그 청년은 당시 도지사였던 이근직이 자신의 아들과 진짜 이강석이 안면이 있었으며, 결국 이근직에 의해 3일 만에 가짜로 들통나서 체포된다. 검찰과 경찰이 철저하게 '보안'을 지키며 이 사건을 그냥 넘기려 했지만, 매일신문 기자가 검찰에 구속된 가짜 이강석 사건을 들춰 특종 보도했었다.
이강석을 사칭했던 청년의 본명은 강성병(姜聖炳)으로 강성병은 고교졸업 후 가출해 떠돌아 다니다 '이승만 대통령의 양아들인 이강석과 닮았다'는 얘기를 자주 들었다고 한다. 이 청년은 '언젠가 서울에서 이강석이 헌병의 뺨을 치고 행패를 부리는데도 아무 일도 없었던 것을 보았었는데, 한번 흉내내본 것이었다. 권력이 이렇게 좋은 것인 줄 비로소 알았다.'라고 말했다고 알려진다.
당시 이 사건은 이승만의 양자로 입적되었던 이강석의 권력이 얼마나 막강했었는지를 보여주는 것이었다.
그러나 해당 사건이 일어난 지 불과 3년도 채 안 되어서 일어난 4.19 혁명으로 인해 제1공화국이 몰락한 이후 이강석은 자신의 친부모인 이기붕과 박마리아, 그리고 동생인 이강욱을 권총으로 죽이고 본인도 자살하였다. 한편, 가짜 이강석 사건의 범인인 강성병은 감옥에서 10개월 동안 복역하고 출소하였으며, 사건 발생 5년 뒤인 1963년에 대구시에 위치했던 유림옥이란 술집에서 음독자살하면서 생을 마감하고 말았다.

## 같이 보기
- 이강석
- 이승만
- 제1공화국
- 이기붕

## 참고자료
- 가짜 이강석 사건 - 매일신문
- 1957년 가짜 이강석 체포 - 경향신문
- 1957년 가짜 이강석 구속 - 동아일보